# Palettenwechsler
Der Palettenwechsler ist eine Baugruppe an Bearbeitungszentren, welcher die sich im Arbeitsraum befindende Palette gegen eine zweite austauscht. Dies ermöglicht, dass unabhängig von der aktiven Bearbeitung im Arbeitsraum auf einer zweiten Palette außerhalb des Arbeitsraumes Rüst- oder Aufspannarbeiten vorgenommen werden können. Bei CNC-gesteuerten Maschinen erfolgt der Wechsel automatisiert. Verfügt die Maschine über einen Drehtisch, ist auch die Palettenaufnahme am Rüstplatz drehbar ausgelegt und somit die Zugänglichkeit von vier Seiten gewährleistet.

## Bauformen
Man unterscheidet lineare Wechsler und Rotationswechsler. Rotationswechsler werden vorwiegend bei Maschinen in Kompaktbauform mit verhältnismäßig leichten Paletten eingesetzt, lineare Wechsler eher bei großen Maschinen mit schweren Paletten.

### Rotationswechsler
Beim Palettenwechsel werden die im Arbeitsraum befindliche und die auf dem Rüstplatz befindliche Palette vom Wechsler angehoben. Dieser dreht sich um 180° und tauscht somit die Paletten aus. Anschließend senkt sich der Wechsler wieder ab und setzt die Paletten aus Rüstplatz und Maschinentisch ab. Der Wechsler kann so ausgeführt sein wie ein Gabelstapler und mit einer Doppelgabel unter die Paletten greifen, oder aus einem Doppelgreifer bestehen, welcher in speziell geformten Gegenstücken (Kulissen) an den Paletten eingreift.

#### Antriebe
Das Ausheben der Paletten erfolgt in den meisten Fällen hydraulisch über einen in der Drehmitte angeordneten Hydraulikzylinder. Auch die Drehbewegung erfolgt, insbesondere bei Wechslern mit 2 Paletten, meist hydraulisch mittels Schwenkmotor. Bei Wechslern mit mehr als 2 Paletten werden auch Kurvenantriebe oder Zahnradgetriebe in Verbindung mit Elektromotoren eingesetzt.

### Lineare Palettenwechsler

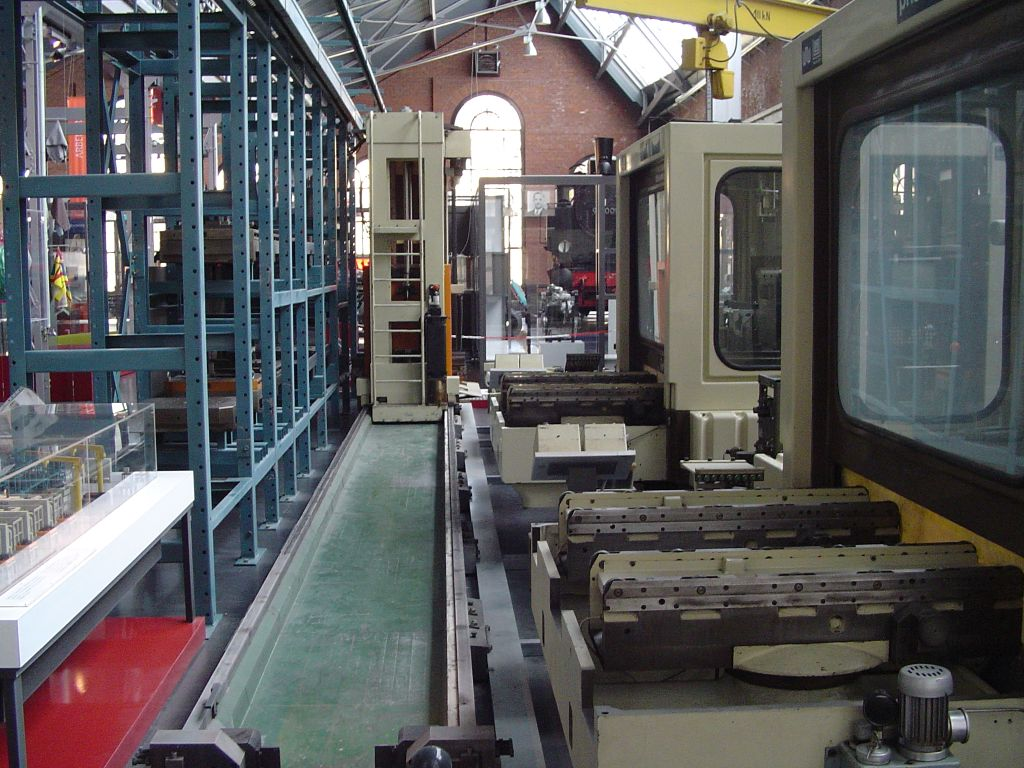
Bearbeitungszentren mit Linearwechslern

Beim linearen Palettenwechsler wird die Palette durch ein geeignetes Antriebssystem über eine Rollenbahn aus dem Arbeitsraum herausgezogen und auf dem freien Rüstplatz abgesetzt. Ist das geschehen, fährt die Tisch-Achse den Maschinentisch vor die Palette, die in die Maschine eingeladen werden soll. Anschließend wird die Palette in den Arbeitsraum gezogen oder geschoben.

#### Antriebe
- Unterflurantrieb

Der Unterflurantrieb geht auf eine Erfindung des Chemnitzer Maschinenherstellers Heckert zurück, und ist somit die Urform eines linearen Palettenwechslers. Dabei befindet sich unter jedem Rüstplatz eine Antriebseinheit, die pneumatisch (kleinere und mittlere Palettengrößen) oder hydraulisch (große Paletten) jeweils die Palette in den Arbeitsraum hineinschieben oder herausziehen kann. Da dieses System technisch sehr aufwendig war, wird es heute nahezu nicht mehr eingesetzt.
- Zentralantrieb

Hier befindet sich zwischen den beiden Rüstplätzen eine Antriebseinheit die beide Paletten wechselseitig bewegen kann. Dazu wird beim Wechsel die Schaltwippe in den Arbeitsraum gefahren, die Wippe greift in eine Haltevorrichtung der Palette ein und zieht diese dann auf den Rüstplatz. Nun schaltet die Wippe um, greift sich die zweite Palette und schiebt diese – nachdem der Arbeitstisch sich vor dem Rüstplatz neu postiert hat – in den Arbeitsraum. Nachdem nun die Wippe die Palette freigegeben hat, fährt dieser Antrieb wieder in die Ausgangsposition. Der Antrieb selber wird durch eine Kugelrollspindel umgesetzt.
- Kettenantrieb

Bei linearen Wechslern werden die Paletten auf Rollen mit einer Kette aus dem Arbeitsraum und auch wieder zurückgezogen. Dazu ist an der horizontal verlaufenden Kette ein Bolzen angebracht, welcher in eine spezielle Nut (Kulisse) der Palette eingreift. Es ist für jede Palette ein eigener Rüstplatz notwendig. Meist ist jeder der beiden Rüstplätze mit einem eigenen Wechsler versehen, es ist jedoch auch möglich, beide Rüstplätze über einen zwischen den Palettenplätzen angeordneten Zentralantrieb zu bedienen.

## Funktionsablauf
Um den Palettenwechsel einzuleiten, verfährt die Maschine automatisch auf die Wechselposition und orientiert die Palette in der Rundachse (Tisch-Achse) ebenfalls auf Wechselposition. Auch die einzuwechselnde Palette wird in ihrer Position überprüft und gegebenenfalls ausgerichtet. Während des Palettenwechsels dürfen sich keine Objekte im Schwenk-/Verfahrbereich des Wechslers befinden, damit keine Kollisionen entstehen. Über Schutzeinrichtungen wird sichergestellt, dass der Bediener nicht während der Bewegung in den Bewegungsraum des Wechslers greifen kann. Anschließend wird das Palettenwechseltor bzw. die Beladeluke geöffnet. Bei Rotationswechslern ist es auch üblich, dass sich ein Teil der Arbeitsraumwand auf dem Wechsler befindet und mit diesem mitdreht. Sind alle relevanten Abfragen erfolgt und positiv, werden auf beiden Plätzen die Paletten entriegelt. Anschließend erfolgt der eigentliche Palettenwechsel. Ist der Wechsel abgeschlossen, wird abgefragt, ob die Palette ordnungsgemäß auf ihren Aufnahmepunkten aufliegt. Anschließend wird die Palette wieder verriegelt und die Beladetür am Rüstplatz freigegeben.

## Sonderform
Als Sonderform kann der sogenannte Rundschalttisch angesehen werden. Auch dieser ermöglicht den Wechsel von Werkstücken und Vorrichtungen. Dieses System kommt nur bei Senkrechtmaschinen in Fahrständerbauweise zum Einsatz. Hier befindet sich eine runde Platte jeweils zur Hälfte im Arbeitsraum und im Rüstplatz.